# European Challenge Cup 2001-2002
La European Challenge Cup 2001-02 (in inglese 2001-02 European Challenge Cup; in francese Challenge européen 2001-02), per motivi di sponsorizzazione nota anche come Parker Pen Cup 2001-02, fu la 6ª edizione della European Challenge Cup, competizione per club di rugby a 15 organizzata da European Rugby Cup come torneo cadetto della Heineken Cup.
Si tenne dal 29 settembre 2001 al 26 maggio 2002 tra 32 squadre provenienti da 7 federazioni (Francia, Galles, Inghilterra, Irlanda, Italia, Romania e Spagna).
Per la seconda volta consecutiva si impose un club inglese, il Sale Sharks che, nella finale di Oxford, sconfisse la gallese Pontypridd per 25 a 22.
Nel corso della fase a gironi l'italiana Parma subì una sconfitta a tavolino a favore proprio dei finalisti battuti del Pontypridd per via dell'impossibilità di giocare per due volte consecutive l'incontro a causa del campo gelato e per il rifiuto, che la società emiliana contestò invano asserendo di non avere ricevuto alcuna notifica al riguardo, di disputare l'incontro nella vicina Viadana.
Al momento dell'incontro, il Parma aveva 4 punti in classifica e la possibilità matematica di qualificarsi per i quarti di finale. 

## Formula
Le 32 squadre furono suddivise in 8 gironi da quattro squadre ciascuno.
In ognuno di tali gironi ogni squadra dovette affrontare in gara di andata e ritorno tutti gli altri avversari.
Passarono ai quarti di finale la prima classificata di ciascuno degli otto gruppi.
Le semifinali si tennero tra le vincitrici dei quattro quarti di finale.
La finale si tenne ai Kassam Stadium di Oxford, in Inghilterra.
Tutte le gare a eliminazione si tennero in partita unica.

## Squadre partecipanti
| Girone 1                                                                      | Girone 2                                                                               | Girone 3                                                                               | Girone 4                                                                                    | Girone 5                                                                                 | Girone 6                                                                               | Girone 7                                                                                       | Girone 8 |
| ----------------------------------------------------------------------------- | -------------------------------------------------------------------------------------- | -------------------------------------------------------------------------------------- | ------------------------------------------------------------------------------------------- | ---------------------------------------------------------------------------------------- | -------------------------------------------------------------------------------------- | ---------------------------------------------------------------------------------------------- | --- |
| - Agen (Francia) - Montauban (Francia) - Ebbw Vale (Galles) - Rovigo (Italia) | - Pau (Francia) - Colomiers (Francia) - Petrarca (Italia) - Club de Rugby UCM (Spagna) | - Pontypridd (Galles) - Leeds Tykes (Inghilterra) - Béziers (Francia) - Parma (Italia) | - Narbonne (Francia) - Sale Sharks (Inghilterra) - Connacht (Irlanda) - Rugby Roma (Italia) | - Bourgoin-Jallieu (Francia) - Neath (Galles) - Bristol (Inghilterra) - Viadana (Italia) | - Dax (Francia) - London Irish (Inghilterra) - L’Aquila (Italia) - Valladolid (Spagna) | - La Rochelle (Francia) - Caerphilly (Galles) - Gloucester (Inghilterra) - GRAN Parma (Italia) | - Bordeaux-Bègles-Gironde (Francia) - Saracens (Inghilterra) - Bologna (Italia) - Dinamo Bucarest (Romania) |

## Fase a gironi

### Girone A
|            | Incontri girone 1     |       |
| ---------- | --------------------- | ----- |
| 29-9-2001  | Agen - Ebbw Vale      | 20-9  |
| 30-9-2001  | Rovigo - Montauban    | 23-41 |
| 6-10-2001  | Ebbw Vale - Rovigo    | 28-26 |
| 6-10-2001  | Montauban - Agen      | 28-26 |
| 26-10-2001 | Ebbw Vale - Montauban | 16-5  |
| 28-10-2001 | Rovigo - SU Agen      | 3-43  |
| 3-11-2001  | Montauban - Ebbw Vale | 19-15 |
| 3-11-2001  | Agen - Rovigo         | 66-7  |
| 4-1-2002   | Agen - Montauban      | 34-13 |
| 6-1-2002   | Rovigo - Ebbw Vale    | 10-26 |
| 12-1-2002  | Ebbw Vale - Agen      | 59-10 |
| 12-1-2002  | Montauban - Rovigo    | 40-9  |

#### Classifica
| Pos | Squadra   | G | V | N | P | PF  | PS  | P±   | PT |
| --- | --------- | - | - | - | - | --- | --- | ---- | -- |
| A1  | Ebbw Vale | 6 | 4 | 0 | 2 | 153 | 90  | 63   | 8  |
| A2  | Agen      | 6 | 4 | 0 | 2 | 199 | 119 | 80   | 8  |
| A3  | Montauban | 6 | 4 | 0 | 2 | 146 | 123 | 23   | 8  |
| A4  | Rovigo    | 6 | 0 | 0 | 6 | 78  | 244 | −166 | 0  |

### Girone B
|            | Incontri girone 2     |       |
| ---------- | --------------------- | ----- |
| 29-9-2001  | Pau - Petrarca        | 35-0  |
| 30-9-2001  | UC Madrid - Colomiers | 16-36 |
| 6-10-2001  | Petrarca - UC Madrid  | 41-12 |
| 6-10-2001  | Colomiers - Pau       | 12-18 |
| 27-10-2001 | Pau - UC Madrid       | 66-10 |
| 27-10-2001 | Petrarca - Colomiers  | 12-74 |
| 3-11-2001  | Colomiers - Petrarca  | 45-6  |
| 4-11-2001  | UC Madrid - Pau       | 10-30 |
| 5-1-2002   | UC Madrid - Petrarca  | 29-36 |
| 5-1-2002   | Pau - Colomiers       | 40-12 |
| 12-1-2002  | Petrarca - Pau        | 19-28 |
| 12-1-2002  | Colomiers - UC Madrid | 80-13 |

#### Classifica
| Pos | Squadra           | G | V | N | P | PF  | PS  | P±   | PT |
| --- | ----------------- | - | - | - | - | --- | --- | ---- | -- |
| B1  | Pau               | 6 | 6 | 0 | 0 | 217 | 63  | 154  | 12 |
| B2  | Colomiers         | 6 | 4 | 0 | 2 | 259 | 105 | 154  | 8  |
| B3  | Petrarca          | 6 | 2 | 0 | 4 | 114 | 223 | −109 | 4  |
| B4  | Club de Rugby UCM | 6 | 0 | 0 | 6 | 90  | 289 | −199 | 0  |

### Girone C
|            | Incontri girone 3        |       |
| ---------- | ------------------------ | ----- |
| 29-9-2001  | Béziers - Pontypridd     | 23-12 |
| 29-9-2001  | Parma - Leeds Tykes      | 41-10 |
| 6-10-2001  | Pontypridd - Parma       | 31-10 |
| 7-10-2001  | Leeds Tykes -Béziers     | 48-17 |
| 27-10-2001 | Parma - Béziers          | 41-29 |
| 28-10-2001 | Leeds Tykes - Pontypridd | 30-27 |
| 3-11-2001  | Pontypridd - Leeds Tykes | 28-16 |
| 3-11-2001  | Béziers - Parma          | 34-19 |
| 5-1-2002   | Béziers - Leeds Tykes    | 25-26 |
| 6-1-2002   | Parma - Pontypridd       | 0-20  |
| 12-1-2002  | Pontypridd - Béziers     | 41-8  |
| 12-1-2002  | Leeds Tykes - Parma      | 58-16 |

#### Classifica
| Pos | Squadra     | G | V | N | P | PF  | PS  | P±  | PT |
| --- | ----------- | - | - | - | - | --- | --- | --- | -- |
| C1  | Pontypridd  | 6 | 4 | 0 | 2 | 139 | 87  | 52  | 8  |
| C2  | Leeds Tykes | 6 | 4 | 0 | 2 | 188 | 154 | 34  | 8  |
| C3  | Béziers     | 6 | 2 | 0 | 4 | 136 | 187 | −51 | 4  |
| C4  | Parma       | 8 | 2 | 0 | 6 | 127 | 162 | −35 | 4  |

### Girone D
|            | Incontri girone 4        |       |
| ---------- | ------------------------ | ----- |
| 28-9-2001  | Connacht - Narbona       | 18-6  |
| 29-9-2001  | Sale Sharks - Rugby Roma | 93-0  |
| 6-10-2001  | Narbona - Sale Sharks    | 10-13 |
| 6-10-2001  | Rugby Roma - Connacht    | 10-20 |
| 27-10-2001 | Connacht - Sale Sharks   | 30-33 |
| 27-10-2001 | Narbona - Rugby Roma     | 40-0  |
| 3-11-2001  | Rugby Roma - Narbona     | 17-33 |
| 3-11-2001  | Sale Sharks - Connacht   | 44-6  |
| 4-1-2002   | Sale Sharks - Narbonne   | 41-16 |
| 5-1-2002   | Connacht - Rugby Roma    | 61-13 |
| 12-1-2002  | Rugby Roma - Sale Sharks | 17-62 |
| 12-1-2002  | Narbona - Connacht       | 34-22 |

#### Classifica
| Pos | Squadra     | G | V | N | P | PF  | PS  | P±   | PT |
| --- | ----------- | - | - | - | - | --- | --- | ---- | -- |
| D1  | Sale Sharks | 6 | 6 | 0 | 0 | 286 | 79  | 207  | 12 |
| D2  | Connacht    | 6 | 3 | 0 | 3 | 157 | 140 | 17   | 6  |
| D3  | Narbonne    | 6 | 3 | 0 | 3 | 128 | 111 | 17   | 6  |
| D4  | Rugby Roma  | 6 | 0 | 0 | 6 | 57  | 298 | −241 | 0  |

### Girone E
|            | Incontri girone 5          |       |
| ---------- | -------------------------- | ----- |
| 29-9-2001  | Neath - Viadana            | 41-14 |
| 30-9-2001  | Bourgoin-Jallieu - Bristol | 28-34 |
| 7-10-2001  | Viadana - Bourgoin-Jallieu | 26-10 |
| 7-10-2001  | Bristol - Neath            | 10-6  |
| 27-10-2001 | Neath - Bourgoin-Jallieu   | 27-20 |
| 28-10-2001 | Viadana - Bristol          | 16-42 |
| 4-11-2001  | Bristol - Viadana          | 31-15 |
| 4-11-2001  | Bourgoin-Jallieu - Neath   | 25-27 |
| 5-1-2002   | Bourgoin - Viadana         | 60-16 |
| 5-1-2002   | Neath - Bristol            | 33-29 |
| 12-1-2002  | Viadana - Neath            | 33-26 |
| 13-1-2002  | Bristol - Bourgoin-Jallieu | 43-17 |

#### Classifica
| Pos | Squadra          | G | V | N | P | PF  | PS  | P±  | PT |
| --- | ---------------- | - | - | - | - | --- | --- | --- | -- |
| E1  | Bristol          | 6 | 5 | 0 | 1 | 189 | 115 | 74  | 10 |
| E2  | Neath            | 6 | 4 | 0 | 2 | 160 | 131 | 29  | 8  |
| E3  | Viadana          | 6 | 2 | 0 | 4 | 120 | 210 | −90 | 4  |
| E4  | Bourgoin-Jallieu | 6 | 1 | 0 | 5 | 160 | 173 | −13 | 2  |

### Girone F
|            | Incontri girone 6         |       |
| ---------- | ------------------------- | ----- |
| 29-9-2001  | L'Aquila - Valladolid     | 25-14 |
| 29-9-2001  | Dax - London Irish        | 22-29 |
| 7-10-2001  | Valladolid - Dax          | 11-26 |
| 7-10-2001  | London Irish - L'Aquila   | 48-12 |
| 27-10-2001 | L'Aquila - Dax            | 29-41 |
| 28-10-2001 | Valladolid - London Irish | 5-71  |
| 4-11-2001  | Dax - L'Aquila            | 94-19 |
| 4-11-2001  | London Irish - Valladolid | 76-10 |
| 4-1-2002   | L'Aquila - London Irish   | 8-32  |
| 6-1-2002   | Dax - Valladolid          | 95-3  |
| 12-1-2002  | Valladolid - L'Aquila     | 10-14 |
| 13-1-2002  | London Irish - Dax        | 28-28 |

#### Classifica
| Pos | Squadra      | G | V | N | P | PF  | PS  | P±   | PT |
| --- | ------------ | - | - | - | - | --- | --- | ---- | -- |
| F1  | London Irish | 6 | 5 | 1 | 0 | 284 | 85  | 199  | 11 |
| F2  | Dax          | 6 | 4 | 1 | 1 | 306 | 119 | 187  | 9  |
| F3  | L’Aquila     | 6 | 2 | 0 | 4 | 107 | 239 | −132 | 4  |
| F4  | Valladolid   | 6 | 0 | 0 | 6 | 53  | 307 | −254 | 0  |

### Girone G
|            | Incontri girone 7            |       |
| ---------- | ---------------------------- | ----- |
| 29-9-2001  | Caerphilly - Gran Rugby      | 41-30 |
| 29-9-2001  | Gloucester - Stade Rochelais | 34-15 |
| 6-10-2001  | Gran Rugby - Gloucester      | 5-48  |
| 6-10-2001  | Stade Rochelais - Caerphilly | 44-39 |
| 27-10-2001 | Gloucester - Caerphilly      | 98-14 |
| 27-10-2001 | Stade Rochelais - Gran Rugby | 28-14 |
| 3-11-2001  | Caerphilly - Gloucester      | 16-47 |
| 3-11-2001  | Gran Rugby - Stade Rochelais | 25-30 |
| 5-1-2002   | Caerphilly - Stade Rochelais | 29-32 |
| 5-1-2002   | Gloucester - Gran Rugby      | 99-0  |
| 12-1-2002  | Gran Rugby - Caerphilly      | 30-31 |
| 12-1-2002  | Stade Rochelais - Gloucester | 12-36 |

#### Classifica
| Pos | Squadra     | G | V | N | P | PF  | PS  | P±   | PT |
| --- | ----------- | - | - | - | - | --- | --- | ---- | -- |
| G1  | Gloucester  | 6 | 6 | 0 | 0 | 362 | 62  | 300  | 12 |
| G2  | La Rochelle | 6 | 4 | 0 | 2 | 161 | 177 | −16  | 8  |
| G3  | Caerphilly  | 6 | 2 | 0 | 4 | 170 | 281 | −111 | 4  |
| G4  | GRAN Parma  | 6 | 0 | 0 | 6 | 104 | 277 | −173 | 0  |

### Girone H
|            | Incontri girone 8                 |       |
| ---------- | --------------------------------- | ----- |
| 29-9-2001  | Dinamo Bucarest - Bologna         | 49-17 |
| 29-9-2001  | Saracens - Bordeaux-Bègles        | 34-14 |
| 6-10-2001  | Dinamo Bucarest - Saracens        | 12-75 |
| 6-10-2001  | Bordeaux-Bègles - Bologna         | 89-11 |
| 28-10-2001 | Bordeaux-Bègles - Dinamo Bucarest | 82-23 |
| 28-10-2001 | Saracens - Bologna                | 113-3 |
| 3-11-2001  | Dinamo Bucarest - Bordeaux-Bègles | 5-83  |
| 3-11-2001  | Bologna - Saracens                | 10-75 |
| 5-1-2002   | Bologna - Bordeaux-Bègles         | 19-62 |
| 6-1-2002   | Saracens - Dinamo Bucarest        | 113-3 |
| 12-1-2002  | Bologna - Dinamo Bucarest         | 33-10 |
| 12-1-2002  | Bordeaux-Bègles - Saracens        | 24-25 |

#### Classifica
| Pos | Squadra                 | G | V | N | P | PF  | PS  | P±   | PT |
| --- | ----------------------- | - | - | - | - | --- | --- | ---- | -- |
| H1  | Gloucester              | 6 | 6 | 0 | 0 | 435 | 66  | 369  | 12 |
| H2  | Bordeaux-Bègles-Gironde | 6 | 4 | 0 | 2 | 354 | 117 | 237  | 8  |
| H3  | Dinamo Bucarest         | 6 | 1 | 0 | 5 | 102 | 403 | −301 | 2  |
| H4  | Bologna                 | 6 | 1 | 0 | 5 | 93  | 398 | −305 | 2  |

## Play-off
|  | Quarti di finale | Quarti di finale | Quarti di finale |             |              | Semifinali   | Semifinali | Semifinali |  |  | Finale | Finale | Finale |  |
|  |                  |                  |                  |             |              |              |            |            |  |  |        |        |        |  |
|  | Pau              | Pau              | 9                |             |              |              |            |            |  |  |        |        |        |  |
|  | Pau              | Pau              | 9                |             |              |              |            |            |  |  |        |        |        |  |
|  | London Irish     | London Irish     | 38               |             |              |              |            |            |  |  |        |        |        |  |
|  | London Irish     | London Irish     | 38               |             | London Irish | London Irish | 27         |            |  |  |        |        |        |  |
|  |                  |                  |                  |             | London Irish | London Irish | 27         |            |  |  |        |        |        |  |
|  |                  |                  | Pontypridd       | Pontypridd  | 33           |              |            |            |  |  |        |        |        |  |
|  | Saracens         | Saracens         | Pontypridd       | Pontypridd  | 33           | 15           |            |            |  |  |        |        |        |  |
|  | Saracens         | Saracens         |                  |             |              |              |            |            |  |  |        |        |        |  |
|  | Pontypridd       | Pontypridd       | 17               |             |              |              |            |            |  |  |        |        |        |  |
|  | Pontypridd       | Pontypridd       | 17               |             | Pontypridd   | Pontypridd   | 22         |            |  |  |        |        |        |  |
|  |                  |                  |                  |             |              |              |            |            |  |  |        |        |        |  |
|  |                  |                  | Sale Sharks      | Sale Sharks | 25           |              |            |            |  |  |        |        |        |  |
|  | Gloucester       | Gloucester       | Sale Sharks      | Sale Sharks | 25           | 46           |            |            |  |  |        |        |        |  |
|  | Gloucester       | Gloucester       |                  |             |              |              |            |            |  |  |        |        |        |  |
|  | Ebbw Vale        | Ebbw Vale        | 11               |             |              |              |            |            |  |  |        |        |        |  |
|  | Ebbw Vale        | Ebbw Vale        | 11               |             | Gloucester   | Gloucester   | 27         |            |  |  |        |        |        |  |
|  |                  |                  |                  |             | Gloucester   | Gloucester   | 27         |            |  |  |        |        |        |  |
|  |                  |                  | Sale Sharks      | Sale Sharks | 28           |              |            |            |  |  |        |        |        |  |
|  | Sale Sharks      | Sale Sharks      | Sale Sharks      | Sale Sharks | 28           | 25           |            |            |  |  |        |        |        |  |
|  | Sale Sharks      | Sale Sharks      |                  |             |              |              |            |            |  |  |        |        |        |  |
|  | Bristol          | Bristol          | 20               |             |              |              |            |            |  |  |        |        |        |  |

### Quarti di finale
| Arbitro: | Giulio De Santis |

|                                                       |      |               |
| O'Leary 56’ Simpson-Daniel 64’ Boer 71’ Forrester 80’ | mt   | 37’ Wagstaff  |
| Mercier 56’, 64’, 71’, 80’                            | tr   |               |
| Mercier 13’, 16’, 27’, 41’, 49’, 53’                  | c.p. | 35’, 40’ Cull |

| Arbitro: | Daniel Gillet |

|                                 |      |                                   |
| Going 2’ Hanley 37’ Redpath 59’ | mt   | 35’ Christophers 46’ F. Contepomi |
| Hodgson 37’, 59’                | tr   | 35’, 46’ F. Contepomi             |
| Hodgson 6’, 63’                 | c.p. | 10’, 20’ F. Contepomi             |

| Arbitro: | Rob Dickson |

|                     |      |                       |
|                     | mt   | Danagher Sackey       |
|                     | tr   | Brown (2)             |
| Pearson Traille (2) | c.p. | Brown (3) Everitt (3) |
|                     | drop | Venter Everitt        |

| Arbitro: | Alain Rolland |

|             |      |            |
|             | mt   | Owen Wyatt |
|             | tr   | Davey (2)  |
| de Beer (5) | c.p. | Davey      |

### Semifinali
| Arbitro: | Rob Dickson |

|                                |      |                                       |
| Halvey 24’ Kirke 32’ Horak 34’ | mt   | 1’ Wyatt 21’ G. Jenkins 28’ M. Davies |
| Everitt 24’, 32’, 34’          | tr   | 1’, 21’, 18’ Davey                    |
| Everitt 60’, 78’               | c.p. | 40’, 43’, 48’, 73’ Davey              |

| Arbitro: | Nigel Whitehouse |

|                               |      |                                            |
| Fanolua 3’, 72’ Forrester 59’ | mt   | 32’ Cueto 37’ Hanley 43’ Marais 53’ Harris |
| Mercier 3’, 59’, 72’          | tr   | 53’ Hodgson                                |
| Mercier 17’                   | c.p. | 24’, 57’ Hodgson                           |
| Mercier 12’                   | drop |                                            |

### Finale
| Arbitro: | Alan Lewis |

|                         |      |                                   |
| M. Davies 67’           | mt   | 51’ M. Shaw 56’ Hanley 73’ Harris |
| Davey 67’               | tr   | 56’, 73’ Hodgson                  |
| Davey 3’, 13’, 26’, 33’ | c.p. | 22’, 43’ Hodgson                  |
| Sweeney 7’              | drop |                                   |